# Юссель-Уэст
Юссе́ль-Уэст (фр. Ussel-Ouest) — кантон во Франции, находится в регионе Лимузен, департамент Коррез. Входит в состав округа Юссель.
Код INSEE кантона — 1937. Всего в кантон Юссель-Уэст входят пять коммун, из них главной коммуной является Юссель.

## Коммуны кантона
| Коммуна          | Население, чел. (2007) | Почтовый индекс | Код INSEE |
| ---------------- | ---------------------- | --------------- | --------- |
| Линьяре          | 156                    | 19200           | 19114     |
| Сен-Парду-ле-Вьё | 286                    | 19200           | 19233     |
| Сент-Анжель      | 675                    | 19200           | 19180     |
| Шаврош           | 199                    | 19200           | 19053     |
| Юссель           | 4 671                  | 19200           | 19275     |

## Население
Население кантона на 2007 год составляло 5 987 человек.
| 1962 | 1968 | 1975 | 1982 | 1990 | 1999 | 2006  | 2007  |
| ---- | ---- | ---- | ---- | ---- | ---- | ----- | ----- |
| —    | —    | —    | —    | —    | —    | 5 936 | 5 987 |